# Hironaka Kazuko
Hironaka Kazuko (弘中 和子; Hepburn: Hironaka Kazuko) (Japán, 20. század –) japán válogatott labdarúgó.

## Klub
A Nissan FC Ladies csapatában játszott.

## Nemzeti válogatott
1984-ben debütált a japán válogatottban. A japán válogatott tagjaként részt vett az 1986-os és az 1989-es Ázsia-kupán. A japán válogatottban 21 mérkőzést játszott.

## Statisztika
| Japán válogatott | Japán válogatott | Japán válogatott |
| Időszak          | Mérk.            | gól              |
| ---------------- | ---------------- | ---------------- |
| 1984             | 3                | 0                |
| 1985             | 0                | 0                |
| 1986             | 10               | 0                |
| 1987             | 2                | 0                |
| 1988             | 0                | 0                |
| 1989             | 3                | 2                |
| 1990             | 3                | 1                |
| Összesen         | 21               | 3                |

## Sikerei, díjai
Japán válogatott
- Ázsia-kupa:  Ezüst; 1986,  Bronz; 1989